# Herș Gleizer
Herș Gleizer (în rusă Герш Глейзер; n. 12 iulie 1904, Secureni, gubernia Basarabia, Imperiul Rus – d. 17 mai 1967, Chișinău, RSS Moldovenească, URSS) a fost un evreu basarabean, matematician, profesor și autor de manuale (despre istoria matematicii) sovietic moldovean.

## Biografie
S-a născut în târgul Secureni din nordul guberniei Basarabia. A absolvit gimnaziul din Chișinău. Ulterior, a studiat la Facultatea de Fizică și Matematică a Universității din Viena, în 1929 a absolvit Departamentul de Matematică a Universității Sapienza din Roma. A lucrat ca profesor de matematică la Secureni, Mărculești, Bălți.
În anii 1940-1948, a fost șeful Catedrei de Matematică la Institutul Pedagogic de Stat din Chișinău. A predat la Universitatea de Stat din Chișinău. Din 1948 a fost asistent universitar la Catedra de Fizică și Matematică a Institutului Pedagogic din Tiraspol, în anii 1952-1963 a condus Catedra de Matematică și Metode de Predare a Matematicii a acestui Institut; tot acolo a organizat și Catedra de Geometrie, Matematică Elementară și Metode de predare a acestora.
Lucrarea sa „Istoria matematicii la școală”, în trei volume, a fost publicată inițial în „limba moldovenească” (1960, 1963, 1966), versiunea în limba rusă pregătită de autor a fost publicată postum (1981-1983) și tradusă în limbile URSS și altor țări.

## Cărți
- Русско-молдавский терминологический словарь по математике для молдавских средних и высших учебных заведений („Dicționar terminologic ruso-moldovenesc de matematică pentru instituțiile de învățământ secundar și superior din Moldova”; împreună cu A. Șterntal). Chișinău: Școala sovietică, 1955.
- Istorizmul în predarea matematicii (Историзмул ын предаря математичий), (3 capitole: 1 — Aritmetica, 2 — Algebra, 3 — Geometria și trigonometria). Chișinău: Lumina, 1960—1966.
- История математики в средней школе („Istoria matematicii în școala medie”; ghid pentru profesori). Мoscova: Просвещение, 1964 и 1970.
- История математики в школе. IV — VI классы. („Istoria matematicii la școală. Clasele IV – VI.”) — Мoscova: Просвещение, 1981. — 239 p. traducere în lituaniană — Kaunas: Швиеса, 1985.
- История математики в школе. VII — VIII классы. („Istoria matematicii la școală. Clasele VII – VIII.”) — Мoscova: Просвещение, 1982. — 240 p. traducere în lituaniană — Kaunas: Швиеса, 1986.
- История математики в школе. IX — X классы. („Istoria matematicii la școală. Clasele IX – X.”) — Мoscova: Просвещение, 1983. — 351 p.